# Aynsley Pears
Aynsley Alan William Pears (Durham, 23 aprile 1998) è un calciatore inglese, portiere del Blackburn.

## Biografia
È il figlio dell'ex portiere Stephen Pears.

## Carriera

### Club
Cresciuto nel settore giovanile del Middlesbrough, il 17 gennaio 2018 viene ceduto in prestito mensile al Darlington, poi prolungato per il resto della stagione. Il 27 luglio seguente passa, sempre a titolo temporaneo, al Gateshead, con cui si mette in mostra a livello individuale; rientrato al Middlesbrough, viene impiegato con continuità come titolare nel ruolo. Il 16 ottobre 2020 viene acquistato dal Blackburn, con cui firma un quadriennale; il 12 maggio 2023 prolunga con i Rovers fino al 2027.

### Nazionale
Ha giocato nelle nazionali giovanili inglesi Under-19 ed Under-20.

## Statistiche

### Presenze e reti nei club
Statistiche aggiornate al 28 novembre 2023.
| Stagione             | Squadra              | Campionato           | Campionato | Campionato | Coppe nazionali | Coppe nazionali | Coppe nazionali | Coppe continentali | Coppe continentali | Coppe continentali | Altre coppe | Altre coppe | Altre coppe | Totale | Totale |
| Stagione             | Squadra              | Comp                 | Pres       | Reti       | Comp            | Pres            | Reti            | Comp               | Pres               | Reti               | Comp        | Pres        | Reti        | Pres   | Reti   |
| -------------------- | -------------------- | -------------------- | ---------- | ---------- | --------------- | --------------- | --------------- | ------------------ | ------------------ | ------------------ | ----------- | ----------- | ----------- | ------ | ------ |
| 2018-2019            | Gateshead            | NL                   | 44         | -45        | FACup           | 2               | -2              | -                  | -                  | -                  | FAT         | 0           | 0           | 46     | -47    |
| 2019-2020            | Middlesbrough        | FLC                  | 24         | -30        | FACup+CdL       | 0+1             | 0 + -2          | -                  | -                  | -                  | -           | -           | -           | 25     | -32    |
| sett.-ott. 2020      | Middlesbrough        | FLC                  | 0          | 0          | FACup+CdL       | 0+0             | 0               | -                  | -                  | -                  | -           | -           | -           | 0      | 0      |
| Totale Middlesbrough | Totale Middlesbrough | Totale Middlesbrough | 24         | -30        |                 | 1               | -2              |                    | -                  | -                  |             | -           | -           | 25     | -32    |
| ott. 2020-2021       | Blackburn            | FLC                  | 3          | -6         | FACup+CdL       | 1+0             | -1 + 0          | -                  | -                  | -                  | -           | -           | -           | 4      | -7     |
| 2021-2022            | Blackburn            | FLC                  | 3          | 0          | FACup+CdL       | 1+0             | -3 + 0          | -                  | -                  | -                  | -           | -           | -           | 4      | -3     |
| 2022-2023            | Blackburn            | FLC                  | 18         | -19        | FACup+CdL       | 4+4             | -4 + -7         | -                  | -                  | -                  | -           | -           | -           | 26     | -30    |
| 2023-2024            | Blackburn            | FLC                  | 9          | -18        | FACup+CdL       | 0+0             | 0               | -                  | -                  | -                  | -           | -           | -           | 9      | -18    |
| Totale Blackburn     | Totale Blackburn     | Totale Blackburn     | 33         | -43        |                 | 10              | -15             |                    | -                  | -                  |             | -           | -           | 43     | -58    |
| Totale carriera      | Totale carriera      | Totale carriera      | 101        | -118       |                 | 13              | -19             |                    | -                  | -                  |             | 0           | 0           | 114    | -137   |